# Сербська Автономна Область Романія
Сербська Автономна Область Романія (серб. Srpska autonomna oblast Romanija/Српска аутономна област Романија), або САО Романія — колишня сербська автономна область в Боснії та Герцеговині. Існувала у 1991—1992, опісля стала частиною Республіки Сербської.